# إميليو فيلا
إميليو فيلا (بالإيطالية: Emilio Villa)‏ هو مترجم وشاعر إيطالي، ولد في 21 سبتمبر 1914 في Affori ‏ في إيطاليا، وتوفي في 14 يناير 2003 في رييتي في إيطاليا.

## وصلات خارجية
- إميليو فيلا على موقع IMDb (الإنجليزية)